# Ursus C-360
Ursus C-360 (potocznie sześćdziesiątka) – średni ciągnik rolniczy produkowany w latach 1976–1994 w Zakładach Mechanicznych Ursus w Warszawie, w liczbie około 282 000 sztuk. W latach 2015–2017 przedsiębiorstwo Ursus S.A. produkowało w Lublinie tzw. drugą generację modelu C-360.
W kwietniu 1976 r. rozpoczęto produkcję seryjną kołowego ciągnika rolniczego Ursus C-360. Zastąpił on produkowaną od lipca 1975 r. zmodernizowaną wersję modelu C-355, oznaczoną Ursus C-355M. Ciągnik Ursus C-355M był pierwszym etapem wprowadzenia do produkcji modelu C-360.

## Dane techniczne

### I. 1976–1994
- Klasa – 0,9

Dane ogólne:
- Napęd – 4×2,
- Max. prędkość jazdy – 25,4 km/h
- Koła przód – 6.00-16,6 PR
- Koła tył – 14,9/13-28
- Masa bez obciążników – 2170 kg
- Masa ciągnika gotowego do pracy – 2700 kg
- Podnośnik unosi 1200 kg.

Silnik:
- Typ – S-4003,
- Rodzaj – wysokoprężny, chłodzony cieczą
- Liczba cylindrów – 4
- Średnica/skok tłoka – 95×110 mm
- Pojemność – 3121 cm³
- Moc znamionowa – 38,2 kW (52 KM) DIN przy 2200 obr./min
- Max. moment obrotowy – 190 Nm przy 1500–1600 obr./min
- Stopień sprężania – 17:1
- Ciśnienie oleju podczas pracy silnika – 1,5–5,5 kG/cm²
- Jednostkowe zużycie paliwa przy mocy znamionowej – 265 g/kWh tj. max. 10,2 kg/h przy pełnym obciążeniu
- Kolejność zapłonów – 1–3–4–2
- Pompa wtryskowa P24-49 produkcji Zakładu Aparatury Wtryskowej W.S.K. „PZL-Mielec”[5]

Układ napędowy:
- Sprzęgło – cierne, dwustopniowe, suche, tarczowe
- Skrzynia biegów – niesynchronizowana, z reduktorem
- Liczba przełożeń w przód/wstecz – 10/2
- Blokada mechanizmu różnicowego – mechaniczna

Układy jezdne:
- Oś przednia nienapędzana, sztywna, zamocowana wahliwie na sworzniu
- Mechanizm kierowniczy śrubowo-kulkowy
- Hamulec hydrauliczny bębnowy, niezależny na oba koła tylne
- Max. prędkość jazdy do przodu 25,4 km/h przy ogumieniu 13-28
- Hamulec jednostronny na prawe koło (w niewielu wyprodukowanych egzemplarzach)

Układy agregowania:
- Podnośnik hydrauliczny z pompą o wydajności 20 l/min i ciśnieniu 12 MPa. Liczba szybkozłączy hydrauliki zewnętrznej – 2
- TUZ kategorii II według ISO, udźwig na końcach dźwigni dolnych – 1200 kg
- Zaczepy: górny zaczep transportowy, zaczep wahliwy oraz zaczep do przyczep jednoosiowych
- WOM zależny i niezależny 540 obr./min

### II. 2015–2017[6]
W roku 2015 również URSUS S.A. z siedzibą w Lublinie wprowadziło do swojej oferty nowy ciągnik o takiej właśnie nazwie. Produkcja II generacji ciągnika zakończyła się w 2017 roku.
Dane ogólne:
- Napęd – 4×4,
- Max. prędkość jazdy – 30 km/h
- Koła przód – 7,5 R16
- Koła tył – 320/85 R28
- Masa bez obciążników – 3150 kg

Silnik:
- Typ – Perkins 3100FLT (Euro IIIA),
- Rodzaj – wysokoprężny, turbodoładowany, chłodzony cieczą
- Liczba cylindrów – 3
- Pojemność – 2893 cm³
- Moc znamionowa – 43 kW (58 KM) DIN przy 2100 obr./min
- Max. moment obrotowy – 230 Nm przy 1300 obr./min

Układ napędowy:
- Sprzęgło – suche, dwutarczowe z niezależnym sterowaniem sprzęgła WOM
- Skrzynia biegów – Carraro z rewersem mechanicznym
- Liczba przełożeń w przód/wstecz – 12/12
- Blokada mechanizmu różnicowego – mechaniczna

Układy jezdne:
- Oś przednia ze zwolnicami planetarnymi
- Mechanizm kierowniczy hydrostatyczny
- Hamulce robocze tarczowe, mokre, sterowane mechanicznie
- Hamulec postojowy mechaniczny, sterowany ręcznie
- Instalacja pneumatyczna hamulców przyczep: 1/2-obwodowa
- Max. prędkość jazdy do przodu 30 km/h przy ogumieniu 16-28

Układy agregowania:
- Podnośnik hydrauliczny z pompą o wydajności 35 l/min i ciśnieniu 18 MPa. Liczba szybkozłączy hydrauliki zewnętrznej – 4
- TUZ kategorii II według ISO, udźwig na końcach dźwigni dolnych – 2650 kg
- Zaczepy: górny zaczep transportowy etażowy i przedni
- WOM niezależny z ręcznym sterowaniem sprzęgła WOM 540/1000 obr./min

Opcjonalnie:
- zaczep rolniczy, TUZ hakowy, obciążniki
- przednie 440 kg, obciążniki tylne 210 kg
- 4 szybkozłącza hydrauliki zewnętrznej z przodu
- koła: przednie 320/70R24, tylne: 480/70R30
- kogut, klimatyzacja